# Avtohorija
Avtohorija je razširjanje diaspor, kot so trosi, plodovi in semena ob pomoči rastline same. Ker je sposobnost rastlin majhna, se diaspora prenaša na majhne razdalje.